# Euminucia orthogona
Euminucia orthogona là một loài bướm đêm trong họ Noctuidae.